# Вознесенское (Архангельская область)
Вознесенское — село в Верхнетоемском районе Архангельской области России. Административный центр Афанасьевского сельского поселения.

## История
В 1676 году в состав Нижнетоемской волости Подвинской чети Важского уезда входила и Ирщина — будущая Афанасьевская волость (без Юмижа). В 1900 году Афанасьевская волость была самой населённой в 3 стане Сольвычегодского уезда Вологодской губернии. В январе 1918 года в селе Вознесенское был образован Афанасьевский Совет крестьянских и солдатских депутатов, председателем которого был избран Пётр Водовозов. После избрания волисполкома, в Афанасьевской волости решено было создать артели, занимающиеся теми ремёслами или промыслами, что давно сложились в здешних селах и деревнях. Постановлением НКВД РСФСР от 24 июля 1918 года волости Сольвычегодского уезда были включены в состав Северо-Двинской губернии. 10 апреля 1924 года, на основании Декрета ВЦИК РСФСР «Об административном делении Северодвинской губернии», было отменено уездное и волостное деление, а в созданном Верхнетоемском районе Северо-Двинской губернии были образованы Афанасьевский, Нижнетоемский, Савино-Борисовский и Юмижский сельсоветы.

## Население
По переписи 2010 года в селе было 405 человек. Численность населения по данным на 2002 год — 2123 человека.